# آرمونیکا

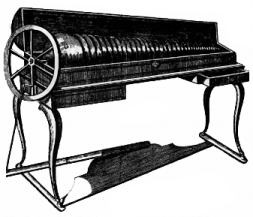
نمایی از یک آرمونیکا

آرمونیکا یا هارمونیکای شیشه‌ای یک آلت موسیقی است، که در آن از مجموعه‌ای شیشه‌های گرد استفاده شده که به میزان اصطکاک صدا تولید میکنند. این ساز به وسیلهٔ بنجامین فرانکلین در سال ۱۷۶۱ ابداع شد.